# Манастирски манастир
Манастирският манастир „Свети Никола“ (на македонска литературна норма: Манастирски манастир „Свети Никола“) е средновековен манастир, край мариовското село Манастир, част от Преспанско-Пелагонийската епархия на Македонската православна църква – Охридска архиепископия.
Църквата е трикорабна базилика без нартекс, която на източната страна завършва с три апсиди. Централният кораб е посветен на Света Богородица, северният на Свети Архангел Михаил, а южният на Свети Никола. От надписа на южния и северния зид от централния кораб се разбира, че църквата е изградена в 1266 година на темелите на старата църква, изградена в 1095 година от протостатора Алексий, роднина на византиския император Алексий I Комнин. В 1266 година игуменът Акакий, носил преди замонашването си името Йоаникий издигнал отново църквата, която в 1271 година е изписана.
От надписа от 1271 година се разбира, че за изработката на фреските от страна на дякон референдар Йоан са били ангажирани много вещи майстори, между които и зографът Йоан, чието име се свързва с фреските от манастирската църква „Свети Архангел Михаил“ в прилепския Варош. Смята се, че дело на този зограф са фреските от централния кораб на църквата.
Запазените фрески от 1271 година като „Света Богородица с ангелите“ и „Свети Никола“ показват силен колорит и стил близък до Константинополската иконографска школа. Имат голяма художествена стойност и са сравними с тези в „Свети Георги“ в Курбиново и в „Света София“ в Охрид. Ктиторската композиция, на която ктиторът Акакий държи църквата в своите ръце, може да се види в северния кораб на църквата. Данни за изписването на църквата могат да се прочетат на гръцкия надпис, който е от 1560 година.
По-големи преправки и презиждане на една голяма част от северната стена, църквата претърпява в XIX век. По време на Първата световна война пострадва силно, особено западната стена и сводът. По-късно е възстановена, но без живопис.
От 2007 година в манастира е възстановен монашеският живот, като митрополит Петър Преспанско-Пелагонийски дава благословия на викарния си епископ Климент Хераклейски и на неговото монашеско братство от Зързенския манастир да се погрижат и за този манастир.
- Интериорът на църквата